# 閩南語授課

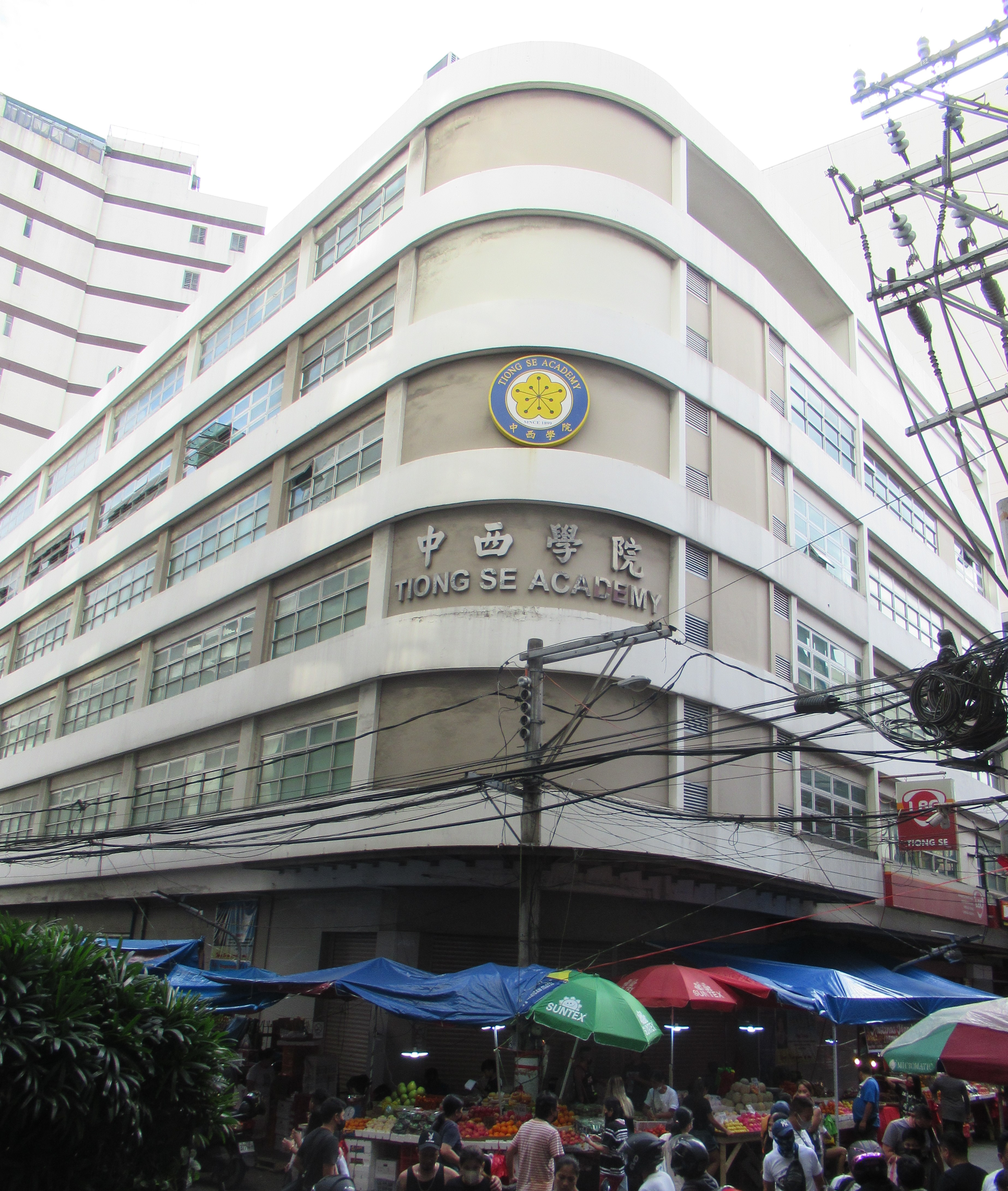
菲律賓的中西學院的部份課程使用閩南語教學。

使用閩南語作為授課的媒介，曾經廣泛流行於使用閩南語的地區或社群。至1990年代後，部份地區因民主化、多元文化和文化復興運動，而漸漸恢復用閩南語授課。

## 背景
閩南語從未成為任何國家的官方語言，然而在一些華人社群中是主流語言。由於中文字能夠使用不同的中文語言念出，因此在歷史上較無統一發音的觀念，同樣的四書五經可以用閩南語、官話、粵語或任何中文語言念出，甚至在日語（吳音和漢音）、韓語（漢字語）、越南語（漢越詞）中都有對應的發音。然而民族主義傳入後，因為民族國家的觀念，政府為了穩定權力，避免國家分裂，而推行官方語言，使用北京官話，或是當地多數人使用的非中文語言。

## 早期
一直到19世記至20世記初以前，亞洲地區的政府較少介入教育，也較不注重推廣官方語言，閩南語地區的私塾和民辦學校普遍使用閩南語授課。由於文白異讀，日常生活中使用閩南語的人，仍需要在學校學習書面語的發音。
在東南亞的華僑社群中，從19世記末到二戰期間，華僑辦學的風氣都很興盛。這些學校使用的是當地華人社群的語言，包括閩南語、客家話、粵語、潮州話等。1899年菲律賓第一間華人學校「中西學院」就是使用菲律賓閩南語教學，該校的英文名稱（Tiong Se Academy）也是取閩南語音譯，即使1926年開始取用台灣的繁體字教材，上課時發音也仍是以閩南語為主。

## 限制
在20世記，特別是二戰後，由於民族國家的興起，各地政府注重民族建構，禁止用方言授課，並且將學校收編國有或是統一課綱。閩南語授課受到兩個阻力，一是标准汉语（华语、国语），一是其他的官方語言。
來自華語的排擠最初發生在用中文作為官方語言的地區。政府統一推行基於北京官話的華語，限制在學校使用閩南語，包括中華人民共和國的推廣普通話、中華民國的國語政策、新加坡的講華語運動。華語的勢力也進入其他不是以中文作為官方語言的地區。菲律賓的華人學校受台灣的國語政策影響，也在曾學校中禁止閩南語，改用華語。1990年代，由於中华人民共和国的崛起，東南亞許多國家的政府開放中文學校後，民間選擇使用的是中國大陸標準的普通話，而不是閩南語。
在中文不是官方語言的地方（主要是東南亞），政府大多推行當地語言，中文學校受到打壓，例如日治台灣的皇民化運動推行日語、廢止學校中的漢文課；印尼的蘇哈托政權在1966年代禁止中文學校。馬來西亞在1960年代在中學以上統一課綱、禁用中文；菲律賓的馬可仕政府在1970年代禁止中文課程，全面菲化。

## 開放和鼓勵
1990年代以降，各國在民主化之後，對各種非官方語言改採較開放的態度，許多東南亞國家也開放中文學校。

### 台灣
台灣在1990年代民主化後漸漸開放閩南語授課，在中小學課綱中加入母語教育，包括台灣閩南語（台語）和客家话。1996年，台灣大學數學系教授楊維哲開始在通識課「數學方法與推理」使用閩南語授課，2003年進一步在「微積分」課程使用閩南語。此事被立委得知，在立法院提出質詢，質疑此事違憲。時任教育部長吳京回覆，此事屬於大學自治範圍，教育部拒絕介入調查，但他個人認為用國語教學較適當；時任台大教務長李嗣涔表示尊重系所決定；數學系主任則表示因為是選修課，而且事先有公告，所以同意此事。同一時期在政治大學、中興大學也有少數課程用闽南语上課，尤其是研究所的小班討論課。2007年至2015年，台灣大學農藝系教授郭華仁在通識課「植物與文明」使用台語授課。
2017年，教育部長表示，只要有其他選擇，必修課也可以用台語或其他本土語言授課。
2022年，部份學校公佈，用本土語言授課增加鐘點費。

### 中國大陸
厦门的學校在2012年開始推行從幼兒園到初中的閩南語及閩南文化教學，同時也開始培養師資。

### 菲律賓
在恢復中文學校之後，菲律賓也出現了用閩南語教學。

## 支持和反對
支持者認為，閩南語授課更尊重多元文化和民族平等，有利於文化保存，並且如果教師和學生的母語是閩南語，學習成效較佳。
反對方則認為，國家內部應該有統一的語言，以利溝通，避免隔閡。此外，如果教師和學生的閩南語不流利，閩南語授課的成效較差。大學教的是知識內容，不是語言課，而閩南語在數十年的打壓後，常缺乏專有名詞的對應詞彙，教學成效較差。